# علي حيدر (كرة سلة)
علي حيدر (بالأحرف اللاتينية Ali Haidar) لاعب كرة سلة لبناني - كندي مولود في الجنوب اللبناني في 20 يوليو/تموز 1990. هاجر إلى كندا مع العائلة عام 2006 حيث لعب في فريق مدرسته J.L. Forster Secondary School المعروف بـ Forster Spartans. بعد تخرجه حاز على منحة جامعية من Michigan Technological University حيث تخصص في الهندسة، ولعب في فريق الجامعة المعروف بـ Michigan Tech Huskies ولعب في NCAA College Division II. عام 2011 خضع لتجارب لضمه للفريق الوطني اللبناني لكرة السلة للرجال، ومثّل لبنان رسميا في دورات رياضية إقليمية في كرة السلة وانضم إلى نادي الوحدات الأردني ويعد من الاندية العريقة في المملكة الأردنية الهاشمية حيث بمشاركته واداءه العالي كان سبب في تاهل نادي الوحدات إلى نهائي الدوري الأردني 2020والحصول عليه لأول مرة بتاريخ النادي ولاقى لعبه استحسان الجمهور الأردني حيث لشدة دفاعه لقب (بحامي الدار). يلعب الآن مع نادي المنامة البحريني وقد خسر أول لقب له، وهو كأس خليفة بن سلمان.

## وصلات خارجية
- علي حيدر على موقع الاتحاد الدولي لكرة السلة (الإنجليزية)
- علي حيدر على موقع كرة السلة الأوروبية.كوم (الإنجليزية)
- علي حيدر على موقع ريلجم (الإنجليزية)
- علي حيدر على موقع بروبوليرز (الإنجليزية)
- علي حيدر على موقع بروبوليرز (الإنجليزية)
- علي حيدر على موقع سبورتس رفرنس (الإنجليزية)